# Reinhard Dauber
Reinhard Dauber (* 20. Januar 1942 in Mayen) ist ein deutscher Architekt, Kunsthistoriker und Hochschullehrer, er lehrt seit 1990 als außerplanmäßiger Professor an der RWTH Aachen.

## Biografie
Dauber besuchte nach der Volksschule das Staatliche Neusprachliche Gymnasium seiner Heimatstadt, das er im März 1963 mit dem Abitur abschloss. Mit dem Wintersemester 1963/1964 begann er ein Architekturstudium an der Rheinisch-Westfälischen Technischen Hochschule in Aachen. Nach der Ablegung der Diplom-Hauptprüfung im Februar 1970 betätigte er sich freiberuflich als Architekt. Im August 1971 nahm er unter dem damaligen Professor Willy Weyres eine wissenschaftliche Assistenzstelle am Lehrstuhl für Baugeschichte und Denkmalpflege an der RWTH Aachen an. 1975 wurde Dauber an der Fakultät für Bauwesen dieser Hochschule zum Dr.-Ing. promoviert. Seine Dissertation war eine Monographie über den preußischen Baubeamten Ferdinand Jakob Nebel; Referent war der frühere Lehrstuhlinhaber Willy Weyres, Korreferent dessen Nachfolger Günter Urban. 1985 erschien Daubers Habilitationsschrift, eine Untersuchung zur Villenarchitektur des 19. und frühen 20. Jahrhunderts in Aachen. Am 23. August 1990 erhielt er die Ernennung zum außerplanmäßigen Professor an der RWTH Aachen. Der von ihm betreute Fachbereich ist die Baugeschichte mit Schwerpunkt Denkmalpflege. Hauptberuflich führt Reinhard Dauber ein Architekturbüro in Aachen.

## Schriften (Auswahl)
- Ferdinand Jakob Nebel (1782–1860). Kgl. Preußischer Landbauinspektor in Koblenz. Aachen 1975 (zugleich Dissertation, RWTH Aachen, 1975).
- Die Anfänge der Wohnungspolitik und Bautätigkeit des Gemeinnützigen Wohnungsbaus im Rheinland. In: Die Alte Stadt, Vierteljahreszeitschrift für Stadtgeschichte, Stadtsoziologie, Denkmalpflege und Stadtentwicklung, Vol. 7 (2), 1980, S. 133–154.
- Die Synagoge in Mayen (1835–1935). In: Landeskundliche Vierteljahresblätter, 30. Jahrgang 1984, Heft 4.
- Das Bismarck-Denkmal für Aachen. In: Rheinische Heimatpflege, Neue Folge, ISSN 0342-1805, 16. Jahrgang 1987, Heft 2, S. 90–94.
- Aachener Villenarchitektur. Die Villa als Bauaufgabe des 19. und frühen 20. Jahrhunderts. Aurel Bongers, Recklinghausen 1985, ISBN 3-7647-0371-7 (zugleich Habilitationsschrift, RWTH Aachen).
- mit Klaus Winands: Napoleonische Architektur und Stadtplanung in Aachen 1804–1814. In: Aachener Kunstblätter, Band 53 (1985), S. 127–187.
- Koblenzer Nachlese. Das Löhrrondell. Die Denkschrift der Architekten Rogg, Stähler & Horn zur Umgestaltung des Löhrrondels in Koblenz. In: Rheinische Heimatpflege, Neue Folge, ISSN 0342-1805, 23. Jahrgang 1986, Heft 4, S. 250–255.
- Bauaufnahmen denkmalwerter Gebäude. Der „Lüxkeshof“ in Krefeld-Oppum. In: Rheinische Heimatpflege, Neue Folge, 26. Jahrgang 1989, Heft 2, S. 110 112.
- mit Dagmar Thiemler, Jochen Putsch: Dampfschleifereien. Historische Handwerksstätten der Solinger Schneidwarenindustrie. (= Rheinisches Industriemuseum, Kleine Reihe, Heft 7.) Rheinland Verlag, Köln 1991, ISBN 3-7927-1202-4.
- mit Ingeborg Schild: Bauten der Rheinisch-Westfälischen Technischen Hochschule Aachen. (= Rheinische Kunststätten, Heft 400.) Neusser Druckerei und Verlag, Neuss 1994, ISBN 3-88094-769-4.